# Medal za Męstwo Obywatelskie
Medal za Męstwo Obywatelskie (wł. Medaglia al Valor Civile) – włoskie odznaczenie państwowe przyznawane w celu „nagrodzenia aktów wyjątkowej odwagi, które wyraźnie manifestują cnoty obywatelskie i uznania laureatów za godnych społecznego szacunku”.

## Historia
Medal został ustanowiony 30 kwietnia 1851 roku przez króla Wiktora Emanuela II. Republika Włoska przyjęła odznaczenie w zmienionej formie 2 stycznia 1958 roku.

## Statut
Medal za Męstwo Obywatelskie przyznawany jest w związku z konkretnymi czynami, do których należą:
- ratowanie osób narażonych na bezpośrednie i poważne niebezpieczeństwo;
- zapobieganie lub ograniczanie szkód powstałych w wyniku poważnego wypadku publicznego lub prywatnego;
- przywracanie porządku publicznego tam, gdzie jest on poważnie zakłócony i utrzymywanie rządów prawa;
- aresztowanie lub uczestniczenie w aresztowaniu przestępców;
- dokonywanie odkryć mających na celu postęp nauki lub ogólne dobro ludzkości;
- utrzymanie dobrego imienia i prestiżu Ojczyzny.

Medal nadawany jest przez Prezydenta Włoch na wniosek ministra spraw wewnętrznych. Odznaczenie może być nadawane pośmiertnie, jak też może zostać nadane zbiorowo wszystkim członkom oddziału wojskowego lub wszystkim mieszkańcom gminy, miasta lub regionu, którzy świadomie narazili swoje życie na niebezpieczeństwo w imię obrony wyższych wartości.